# Bom Jesus da Penha
Bom Jesus da Penha, é um município brasileiro do estado de Minas Gerais. Sua população recenseada em 2022 era de 4 474 habitantes.

## História
A sua história está ligada aos municípios de Passos, Cabo Verde, Jacuí e Nova Resende, por haver pertencido a cada um deles na condição de distrito. O distrito, com o nome de Senhor Bom Jesus da Penha, foi criado em Passos no ano de 1875. Foi elevado à categoria de freguesia em 1882, quando já pertencia a Cabo Verde. Em 1901, foi transferido para Jacuí, condição que permaneceu até 1911, quando foi incorporado ao município de Nova Resende. Passados 51 anos, desmembrou-se em 1962, adquirindo sua emancipação. Por ser uma cidadezinha encravada entre as montanhas de Minas Gerais, possui um clima agradável e belas paisagens. Todos os anos acontece no início de setembro a festa de expoagro, onde a população acolhe visitantes, geralmente das cidades vizinhas, que vêem em busca de animação, música e rodeio. Encontra-se também em seu calendário festivo outras festas, tais como: Festa de São Sebastião, Festa de Nossa Senhora Aparecida, Festa do Milho, Encontro Folclórico e Encontro de Carreiros, reunindo neste último dezenas de carros de boi em um desfile pela cidade.

## Rodovias
A principal rodovia de acesso ao município é a BR-265 que liga ao município de Alpinópolis com entrocamento para a cidade de Passos. Outra rodovia que dá acesso ao município é a LMG-846 que liga ao município de Nova Resende, sendo também asfaltada facilita o acesso de Passos a Poços de Caldas, comunicando o Sudoeste com o Sul de Minas. Recentemente foi completa a obra que asfaltou a BR-146, ligando o município a Guaxupé e passando por São Pedro da União. A rodovia, agora pavimentada, adianta em cerca de uma hora e meia a viagem entre Guaxupé e a capital Belo Horizonte.